# Apeadeiro de Vilar de Ledra

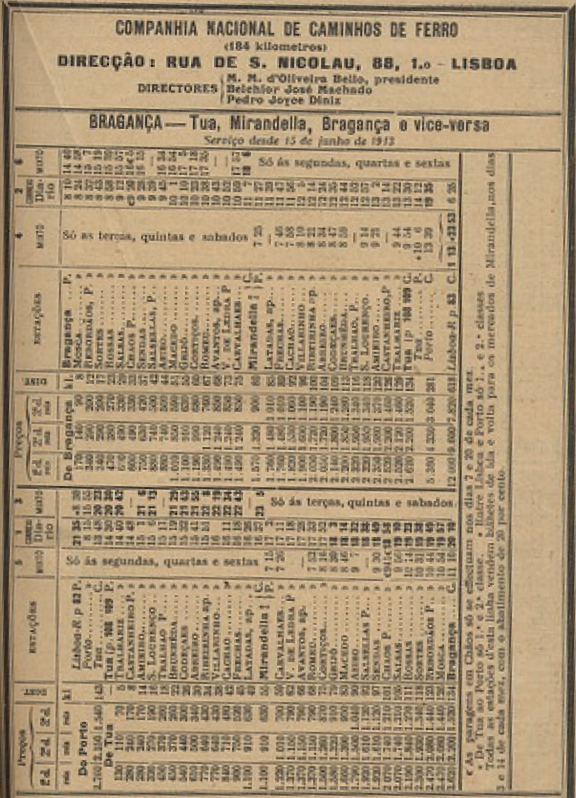
Horario da Linha do Tua em 1913, onde Vilar de Ledra aparece com a categoria de paragem.

O Apeadeiro de Vilar de Ledra foi uma gare da Linha do Tua, que servia a localidade de Vilar de Ledra, no concelho de Mirandela, em Portugal.

## Descrição
O abrigo de plataforma situava-se do lado nascente da via (lado direito do sentido ascendente, a Bragança).

## História
Encontra-se no troço da Linha do Tua entre Mirandela e Romeu, que abriu à exploração em 2 de Agosto de 1905.
Em 15 de Dezembro de 1991, a operadora Caminhos de Ferro Portugueses encerrou o troço entre Mirandela e Bragança.